# 橋をかけろ

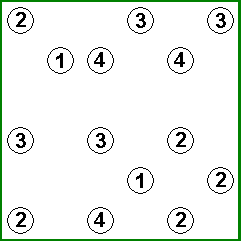
例題

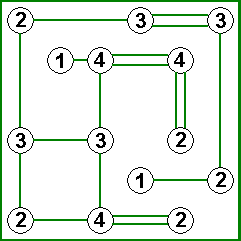
例題の解答

橋をかけろ（はしをかけろ）は、数字同士を線でつなぐペンシルパズルである。英語ではBridgesと呼ばれる。

## ルール
- 島同士を線（橋）で結び、すべての数字が線でつながっているようにする。
- 線は他の線と交差したり数字を横切ったりしない。
- 線は水平方向か垂直方向に引かれる。
- どの数の間にも2本までしか線は引けない。
- 数字はその数字から引かれる線の数を表す。

## 解法
「橋をかけろ」を解く上で最初の手がかりになるのは、⑧・辺上の⑥・角の④である。これらは、線が引ける方向すべてに2本ずつ線を引かないと数字の数だけ線が引けない。次に手がかりになるのは、⑦・辺上の⑤・角の③である。これらは、引ける方向に最低1本ずつの線が引ける。なぜなら、そうしないと数字の数だけ線が引けないからである。
1つ以上の線が確定すると、それによって他の数字から引かれる線が確定したり、別の数字から線を延ばせる方向が制限されたりして新たな手がかりが発生する。
すべての数字がひとつながりになるというルールから、すべての数字から線が引かれ、かつ、他の数字につながっていない「閉じた」グループが存在しないように線を引いていく必要がある。最も分かりやすい例としては、①同士の間に線が引かれることはない。

## 歴史
橋をかけろは、パズル通信ニコリ（以下ニコリ）31号（1990年秋号）に初登場した。原作者の「れーにん」（ぬりかべの作者でもある）はこの作品を発表する前に、プロトタイプである「結合手」という作品をニコリ28号に発表している。
ニコリ38号で恒常的に掲載されるパズルとなり2004年まで毎号掲載されていた。定期的な掲載はされなくなったが、日本国外で人気があるため2007年には6年ぶりに単行本が発売されている。